# Kino Polska International
Kino Polska International - nadawany w języku polskim kanał filmowy, skierowany do Polonii w USA, Kanadzie, Wielkiej Brytanii i Ukrainie. Oglądać go można za pomocą platformy Dish Network.

## Profil kanału
Kino Polska International to kanał telewizyjny, poświęcony w całości promocji polskiego kina i polskich twórców filmowych. W ramówce znajdują się kultowe filmy i seriale, dzieła znanych reżyserów oraz hity z najlepszymi polskimi aktorami. Kanał prezentuje również kino niezależne, filmy krótkometrażowe oraz etiudy młodych twórców.